# Wybory prezydenckie w Dominikanie w 2008 roku

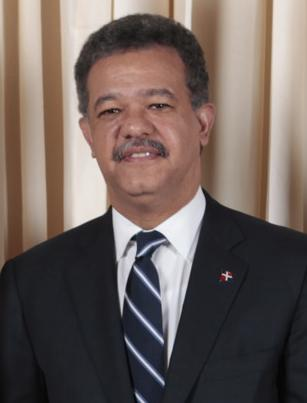
Leonel Antonio Fernández Reyna, zwycięzca wyborów prezydenckich w Dominikanie w 2008

Wybory prezydenckie w Dominikanie w 2008 roku odbyły się 16 maja. Głównymi kandydatami byli urzędujący prezydent Leonel Fernández z liberalnej Partii Wyzwolenia Dominikany (PLD) oraz Miguel Vargas Maldonado z socjaldemokratycznej Dominikańskiej Partii Rewolucyjnej (RPD). Do głosowania uprawnionych było ok. 5,7 mln mieszkańców spośród ogółu 9 mln obywateli. Według sondaży exit polls Fernández mógł liczyć na ok. 56% głosów. Według ostatecznych wyników wyborów, prezydent Fernandez zdobył 53,83% głosów poparcia, a Vargas Maldonado – 40,24% głosów%.